# 787
Вижте пояснителната страница за други значения на 787.

## Събития
- Провежда се Седмия вселенски събор в Никея.
- Изригване на вулкана Везувий.

## Родени
- Абу ал-Ma'shar Balkhi[1]